# Pożywka Endo
Pożywka Endo – podłoże różnicujące dla bakterii z rodziny Enterobacteriaceae. Składnikiem różnicującym jest laktoza. Jeżeli dana bakteria fermentuje laktozę to kolonie na pożywce są czerwono-różowe, jeżeli nie fermentują laktozy, są bezbarwne.

## Skład
- laktoza
- fuksyna zasadowa
- siarczyn sodowy

## Odczyt
- w podłożu fuksyna zostaje zredukowana siarczynem sodowym i przechodzi w bezbarwną leukozasadę
- przy rozkładzie laktozy przez bakterie tworzy się aldehyd octowy
- aldehyd octowy z leukozasadą daje czerwone zabarwienie
- bakterie coli rosną w postaci okrągłych, gładkich, czerwonych kolonii z metalicznym połyskiem.